# Modèle CVP
Pour les articles homonymes, voir CVP.
Le modèle CVP ou modèle Coût-Volume-Profit est une analyse d'aide à la prise de décision financière servant à déterminer le niveau de production nécessaire à l'atteinte de profits financiers ou pour déterminer les impacts financiers des activités de bases comme les changements dans les coûts ou les prix.